# Maison de Panta Grujić à Ceremošnja
La maison de Panta Grujić à Ceremošnja (en serbe cyrillique : Кућа Панте Грујића у Церемошњи ; en serbe latin : Kuća Pante Grujića u Ceremošnji) se trouve à Ceremošnja, dans la municipalité de Kučevo et dans le district de Braničevo, en Serbie. Elle est inscrite sur la liste des monuments culturels protégés de la République de Serbie (identifiant no SK 710).

## Présentation
La maison est située à proximité du centre du village, dans la rue principale. D'après les inscriptions figurant au-dessus de l'entrée et des fenêtres, elle a été construite en 1900 par le maître bâtisseur Milan Piroćanac.
Elle mesure 11,20 m sur 5,35. Les murs, qui reposent sur des fondations en pierres concassées, sont conçus selon la technique des colombages ; à l'intérieur comme à l'extérieur, ils sont enduits de mortier et blanchis. Le toit à quatre pans est recouvert de tuiles.
L'espace intérieur est composé de trois parties. Le centre de la maison (en serbe : kuća) est la « kuća », c'est-à-dire la maison proprement dite (au sens restreint) ; à gauche et à droite de cet espace central se trouve une pièce supplémentaire. Le sol de ces trois pièces est en terre battue, tandis que les plafonds sont en planches de chêne.
Par son style architectural, la maison a préservé les caractéristiques du style national serbe du début du XXe siècle ; elle se présente comme un exemple de la maison traditionnelle à trois pièces sans porche. Comme elle n'est plus habitée depuis longtemps, la charpente et les enduits muraux sont endommagés.